# 玛丽亚·凯莉获奖与提名列表
玛丽亚·凯莉得奖列表列出瑪麗亞·凱莉从1990年出道以来获得了许多的奖项。

## 终身成就类
- 洛克菲勒中心奖——表彰其1990-1994年超过五千五百万的唱片销量（1994）
- 告示牌冠军纪录特别奖——纪念其单曲成为历史上蝉联最久的冠军单曲（1996）
- 世界音乐奖之十年奖——表彰其作为90年代最畅销的艺人（1998）
- 告示牌单曲特别奖——纪念其作为历史上拥有最多冠军单曲的女艺人（1998）
- 告示牌十年特别奖——表彰其作为90年代最成功的流行艺人（1999）
- 全美音乐奖之终身成就奖——表彰其杰出的音乐成就（2000）
- 世界音乐千禧奖——表彰其作为历史上最畅销的女艺人（2000）
- DMX音乐至尊天后奖——表彰其作为90年代最伟大的女艺人（2000）
- 世界音乐奖之钻石奖——纪念其超过1.5亿的全球专辑销售记录（2003）
- 美国唱片工业协会认证纪念奖——纪念其超过100次金、白金、多白金唱片认证（2003）
- 灵魂列车音乐昆西·琼斯杰出成就奖——表彰其在流行领域卓越的成就（2003）
- Z100纽约音乐成就奖——表彰其在纽约市的音乐及慈善贡献（2003）
- 音乐电视网亚洲终身成就奖——表彰其在亚洲范围内的杰出成就（2004）
- 美国电台音乐奖传奇艺人奖——表彰其作为美国电台历史上最成功的女艺人（2005）
- 美国唱片工业学院荣誉奖——表彰其杰出的音乐贡献 （2005）
- 英国Capitai电台杰出贡献奖——表彰其作为历史上最畅销的女艺人及杰出的音乐贡献 （2005）
- 英国Choice电台名人堂杰出贡献奖——表彰其出道以来18年对乐坛的杰出贡献 （2008）
- 美国洛杉矶市市长将4月15日命名为“玛丽亚·凯莉日”——庆祝其第十八次荣登告示牌单曲榜榜首（2008）
- 美国纽约帝国大厦于4月25日至27日以淡紫、粉红和白色三色亮灯仪式——表彰其在音乐界的杰出贡献（2008）
- MTV日本音樂錄影帶大奖音乐录影带先锋奖——表彰其在音乐录影带领域的杰出贡献 （2008）
- 世界音乐奖销量成就大奖——表彰其超越猫王成为美国音乐历史上冠军单曲数量最多的艺人 （2008）
- 美国音乐奖销量成就大奖——表彰其超越猫王成为美国音乐历史上冠军单曲数量最多的艺人 （2008）
- 世界音乐奖流行巨星獎 ( 2014 )
- 告示牌偶像獎（2019）

## 音乐类
- 奥斯卡金像奖最佳电影歌曲（1999）
- 葛萊美奖最佳女歌手（1991）
- 葛萊美奖最佳新晋艺人（1991）
- 葛萊美奖最佳节奏蓝调乐女歌手（2006）
- 葛萊美奖最佳节奏蓝调乐专辑（2006）
- 葛萊美奖最佳节奏蓝调乐单曲（2006）
- 世界音乐奖全球销量最佳歌手（1995，1996，2005）
- 世界音乐奖全球销量最佳流行乐歌手（1995，1996，2005）
- 世界音乐奖全球销量最佳节奏蓝调乐女歌手（1996，1998，2000，2005）
- 世界音乐奖美国销量最佳歌手（1995，1996）
- 世界音乐奖年度全球最佳电台表现单曲（2005）
- 全美音乐奖最佳灵魂/节奏蓝调乐女歌手（1991，1992，1996，1998，2005）
- 全美音乐奖最佳流行/摇滚乐女歌手（1993，1995，1996）
- 全美音乐奖最佳流行乐专辑（1993）
- 灵魂列车音乐奖最佳节奏蓝调/都会乐新人（1991）
- 灵魂列车音乐奖最佳节奏蓝调/都会乐专辑（1991）
- 灵魂列车音乐奖最佳节奏蓝调/都会乐女艺人（1991）
- 灵魂列车音乐奖福兰克林年度艺人成就奖（1998）
- 灵魂列车音乐奖最佳节奏蓝调/灵魂乐歌曲（2005）
- 灵魂列车音乐奖最佳节奏蓝调/灵魂乐专辑（2005）
- 告示牌音乐奖最佳成人当代抒情乐艺人（1991）
- 告示牌音乐奖最佳流行乐女艺人（1991）
- 告示牌音乐奖最佳女艺人专辑（1991）
- 告示牌音乐奖最佳流行乐女艺人专辑（1991）
- 告示牌音乐奖最佳单曲（1991）
- 告示牌音乐奖最佳流行乐女艺人单曲（1991）
- 告示牌音乐奖最佳女歌手专辑（1992）
- 告示牌音乐奖最佳女歌手单曲（1992）
- 告示牌音乐奖年度女艺人（1994）
- 告示牌音乐奖“Hot Adult”年度艺人（1996）
- 告示牌音乐奖“Hot 100”电台最佳单曲（1996，2005）
- 告示牌音乐奖“Hot 100”年度艺人（1996）
- 告示牌音乐奖节奏蓝调/嘻哈乐年度销量（2002）
- 告示牌音乐奖“Hot 100”年度单曲（2005）
- 告示牌音乐奖“Rhythmic Top 40”年度单曲（2005）
- 告示牌音乐奖年度节奏蓝调乐女歌手（2005）
- 告示牌音乐奖“Top 200”年度女艺人专辑（2005）
- 告示牌节奏蓝调/说唱音乐奖最佳专辑（2006）
- 告示牌节奏蓝调/说唱音乐奖最佳艺人（2006）
- 告示牌节奏蓝调/说唱音乐奖最佳女艺人（2006）
- 告示牌节奏蓝调/说唱音乐奖最佳单曲（2006）
- 告示牌节奏蓝调/说唱音乐奖最佳专辑艺人（2006）
- 美国作曲家协会奖流行音乐作家（1992，1993，1995，1997，1999）
- 美国作曲家协会奖节奏及灵魂乐作家（1994，1995，1997）
- 美国电台音乐奖最受欢迎艺人（2001）
- 美国电台音乐奖都市/节奏电台类年度艺人（2005）
- 美国电台音乐奖主流电台年度歌曲（2005）
- 美国电台音乐奖都市/节奏电台类年度歌曲（2005）
- 国家舞蹈协会年度舞曲乐艺人（1996）
- 国家舞蹈协会年度舞曲（1996）
- MTV歐洲音樂大獎最受欢迎女艺人（1994）
- MTV日本音樂錄影帶大獎年度音乐录像带奖（2005）
- 印度MTV电视台音乐奖最佳国际流行女艺人（2005）
- 美国MTV电视台TRL节目奖首席女艺人（2006）
- 广播音乐有限公司年度歌曲奖（1991，1997，1998, 2006）
- 广播音乐有限公司流行歌曲作者奖（1991，1992，1993，1994，1995，1996，1997，1998，1999，2001, 2006，2007）
- 百视达奖最佳流行女艺人（1995，1998，1999）
- 百视达奖最佳当代成人乐单曲（1996）
- 百视达奖最佳单曲（1996）
- 百视达奖最佳节奏蓝调乐女艺人（2000）
- Groove Volt音乐时尚奖最佳流行乐女艺人专辑（2004，2005）
- Groove Volt音乐时尚奖最佳流行乐女艺人单曲（2004，2005）
- Groove Volt音乐时尚奖最佳未发行单曲（2004，2005）
- Groove Volt音乐时尚奖最佳嘻哈乐作品（2004）
- Groove Volt音乐时尚奖最佳节奏蓝调/灵魂乐作品（2005）
- Groove Volt音乐时尚奖年度专辑（2005）
- Groove Volt音乐时尚奖年度单曲（2005）
- Vibe杂志音乐奖年度艺人 （2005）
- Vibe杂志音乐奖年度专辑（2005）
- Vibe杂志音乐奖年度最佳节奏/蓝调歌曲（2005）
- Vibe杂志音乐奖年度声音大奖（2005）
- 儿童票选奖最喜爱情歌（2005）
- 儿童票选奖最喜爱节奏蓝调乐歌手（2005）
- 有色人种协进会奖卓越表演奖（1999）
- 有色人种协进会奖杰出专辑（2006）
- 纽约市音乐奖最佳流行乐女歌手（1991）
- 长岛音乐奖最佳女歌手（1998）
- 滚石杂志最佳新晋艺人读者选择奖（1991）
- 洛克菲勒中心奖《Music Box》全球2000万销量认证（1994）
- 评论家选择奖最佳歌曲（1999）
- VH1电视网年度艺人（1997，2000）
- 瑞典NRJ电台音乐奖1993-2003年点播次数最多艺人（2003）
- 法国NRJ电台音乐奖最佳国际艺人（2000）
- 英国Smash Hits杂志音乐奖最佳女艺人（1994，1995）
- 英国KISS 100电台最佳女艺人奖（2005）
- 德国Bravo杂志最佳女艺人奖（1994）
- 德国Echo-Preis奖最佳国际艺人（1995）
- 德国 BAMBI奖最佳国际流行乐艺人 （2005）
- 荷兰TMF音乐奖最佳国际女歌手（1996）
- 日本金唱片奖年度国际艺人（1996）
- 日本金唱片奖年度流行乐专辑（1996，1998）
- 澳大利亚唱片工业协会年度最流行国际专辑（1994）
- 澳大利亚唱片工业协会年度最受欢迎女歌手（1994）
- 澳大利亚唱片工业协会最佳排行榜专辑（1994）
- 泰国CHV音乐奖最佳国际女艺人（2006）
- Shangay杂志音乐奖年度国际艺人 （2005）

## 电影类
- 金酸莓最差女演员奖 （2001）

## 慈善类
- 美国国会地平线奖——表彰其对青少年慈善及非营利机构的杰出贡献（1999）
- 新空气基金会美国英雄致敬奖——表彰其长期对基金会儿童慈善事业的贡献（2003， 2005）
- 许愿基金会偶像荣誉奖——表彰其杰出的善行和长期以来对基金会慈善事业的贡献 （2006）
- 拯救音乐基金会特别荣誉奖——表彰其长期对基金会音乐慈善事业的贡献（2007）
- 微笑行动全球组织2007年形象大使——表彰其过去四年里对该组织慈善事业的贡献 （2007）

## 其他类
- 美国人物杂志2001年年度魅力25人 （2001）
- Cove杂志流行乐杰出女演唱人亚军 （2003）
- 音乐电视网最杰出嗓音和演唱技巧22人评选名列第一 （2003）
- 英国Female First网站票选年度最佳着装艺人 （2004）
- 入选美国时代杂志2008年年度世界最有影响力100人（2008）
- 入选Maxim杂志世界上最美丽女性100人（2008）
- 入选由纽约邮报评选的纽约地区最有权势女人50人（2008）
- 美国BET黑人娱乐频道2008年度“最美丽健康微笑奖”（2008）
- 全美民選獎最喜愛的節奏藍調藝人 ( 2010 )
- BMI Urban Award BMI巨星獎 ( 2012 )
- 同志媒體獎 Ally Award ( 2016 )